# Gatchsaran (gisement)
Le gisement pétrolier de Gatchsaran (en persan : میدان نفتی گچساران) est un gisement pétrolier située à proximité de la ville de Gatchsaran, dans la province de Kohguilouyeh-et-Bouyer-Ahmad. C'est l'un des cinq principaux gisements du pays, avec Marun, Aghadhari, Azadegan et Ahvaz - tous situés dans le Khouzistan.
Il a été découvert en 1928 par la Anglo-Persian Oil Company. Son exploitation a débuté en 1930. Le montant total des réserves prouvées du gisement de Gatchsaran est d'environ 52,9 milliards de barils (9 394 millions de tonnes) et il produit en moyenne 635 000 barils/jour. C'est le deuxième plus grand champ pétrolier en Iran en termes de réserves.
Le champ est relié au terminal d'exportation pétrolier de l'île de Kharg par l'oléoduc Gatchsaran-Kharg.
Le propriétaire du champ est la National Iranian Oil Company (NIOC) et son exploitation confiée à la National Iranian South Oil Company (NISOC).